# مهری‌لی (قبادلی)
مهری‌لی  (ترکی آذربایجانی: Mehrili) یک منطقهٔ مسکونی در جمهوری آرتساخ است که در استان کاشاتاق واقع شده‌است.